# В белом городе
«В белом городе» (фр. Dans la ville blanche) — фильм режиссёра Алена Таннера, вышедший в прокат 20 апреля 1983.

## Сюжет
Судовой механик торгового флота Пауль, недовольный своей работой и жизнью, пользуется заходом в Лиссабон, чтобы сойти на берег и не возвращаться на корабль. Желая сбежать от своих обязанностей, взять паузу и выпасть из времени, он снимает номер в небольшом баре-отеле в старом городе, с видом на доки на другом берегу Тежу. Он отдыхает, бесцельно бродит по узким обшарпанным улицам, вдыхает океанский бриз, снимает город на 8-мм любительскую камеру, отсылая плёнки своей жене в Базель.
У Пауля завязывается роман с горничной и официанткой Розой. Девушке непонятны мотивы его действий, но она сознаёт, что швейцарец недолго пробудет в Лиссабоне, да и она сама не намерена оставаться в городе, и собирается искать работу во Франции.
Местные грабители отбирают у Пауля все деньги; через некоторое время, при попытке вернуть отнятое, он получает удар ножом. Выйдя из больницы, он обнаруживает, что Роза покинула Лиссабон, не оставив адреса. Оставшись без средств, Пауль продаёт видеокамеру, чтобы купить билет на поезд в Швейцарию, и обещает хозяину гостиницы выслать деньги за номер по почте, на что тот без вопросов соглашается.

## В ролях
- Бруно Ганц — Пауль
- Тереза Мадруга — Роза
- Юлия Фондерлинн — Элиза
- Жозе Карвалью — хозяин отеля
- Франсишку Байау — грабитель с ножом
- Жозе Валленстейн — второй грабитель
- Виктор Кошта — бармен
- Лидия Франку — девушка в баре

## О фильме
Картина не имеет чёткого сюжета, поскольку у Таннера не было разработанного сценария, и он предпочитал каждым новым съёмочным днём импровизировать, отдаваясь настроению, которое вызывал Лиссабон, один из его любимых городов. Изображается типичный для творчества режиссёра мотив бегства, но его постановочная манера в этом фильме отличается своеобразием. В интервью сам автор использовал выражение «переворачивать песочные часы». Фильм не столько рассказывает историю, сколько передаёт настроение и впечатления от городского пейзажа, дыхания океана и ветра, становящегося в картине одним из действующих лиц.
В 2006 году в интервью Spécial cinéma Таннер сообщил по поводу этого фильма:

Это фильм о любви, а также история о любви между Португалией и мной, между португальцами и мной… Лиссабон — это город необычайного очарования, невероятное удовольствие работать здесь, на его улицах с его людьми. Это город, который несколько отделён от остальной Европы, который принадлежит, который уже немного находится в Атлантике. Который не был затронут ритмом, современными изменениями, что происходили в Западной Европе.
— Scariati R., Hochkofler G., p. 92
Съёмки проходили менее чем десять лет после падения военной диктатуры, на улицах домов ещё видны надписи времен революции 25 апреля. С тех пор город сильно изменился, наверстывая своё отставание от остальной Европы, потерял репутацию места, затерянного во времени, и кадры «Белого города» помимо художественной приобрели также и документальную ценность, показывая прежний облик Лиссабона, до реставрации Алфамы.
Неторопливость действия, которое местами можно охарактеризовать как «грёзы наяву», подчеркивается мелодичными блюзовыми темами Жан-Люка Барбье.

Таким образом, фильм становится медленным погружением во время, как это медленное движение, которое не столько стремится вперёд, сколько позволяет изображению двигаться к нам, как если бы это была не камера, которая движется, но мир, который спешит навстречу ей. Фильм превращается в истинную поэму о времени, и может быть поставлен в один ряд с подобными картинами Антониони и Вендерса.— 
Во Франции мнения критиков по поводу картины разделились. Одни упрекали режиссёра за использование кинематографических приёмов 1960-х годов, другие приняли фильм с энтузиазмом, расценив, как одно из лучших произведений Таннера.

## Награды и номинации
Фильм участвовал в конкурсной программе Берлинского кинофестиваля в феврале 1983. В 1984 году картина получила премию «Сезар» как лучший франкофонный фильм, и премию Fotogramas de Plata, как лучший иностранный фильм.

## Комментарии
1. ↑  Впервые зайдя в бар, где работает Роза, Пауль обращает внимание девушки на стенные часы с зеркальным циферблатом, говоря, что они идут наоборот. Роза отвечает незнакомцу с веселым вызовом: «Они идут совершенно правильно. Это остальной мир движется наоборот». — «Интересно. Значит, если сделать так, чтобы все часы на свете шли наоборот, то мир будет двигаться правильно?» — «Да»